# アメツチ
株式会社アメツチは、東京を拠点としている日本の舞台製作団体「アメツチ」、映像制作チーム「楽屋フィルムズ」によって舞台・イベントを製作する、日本の制作会社。株式会社イザナギゲームズの子会社。

## 概要
楽屋フィルムズの映像制作能力と演劇プロジェクト・アメツチの企画力を活かし、映像を駆使した2.5次元舞台や音楽朗読劇などパターンに捉われない舞台を製作している。2.5次元舞台も設定を活かしたオリジナルストーリーにすることもあるなど独自性を重視している。

## 沿革
- 2019年 - 映像を中心にしていたプロデューサーの安藤匠郎と演出家の山田英真により演劇プロジェクト・アメツチ始動。安藤が代表を務める株式会社楽屋フィルムズが舞台製作開始。
- 2022年
  - 楽屋フィルムズの社名を株式会社アメツチに変更。
  - 9月 - イザナギゲームズが株式の90%を取得し同社の子会社化[2]。

## メンバー
「アメツチ」主要メンバー
- 安藤匠郎（あんどうたくろう） - 株式会社アメツチ代表取締役・アメツチ プロデューサー
- 山田英真（やまだえいしん） - アメツチ 演出・脚本

主な参加演出家・ディレクター
- 細川博司（ほそかわひろし）バンタムクラスステージ - 演出・脚本　「幻調乱歩シリーズ」
- 拓馬（たくま）- 監督
- 鈴木佑輔（すずきゆうすけ）- 演出・脚本「ウブスナ」
- 中馬真弥（ちゅうまんまや）- 演出・脚本「ウブスナ」
- 西原一平（にしはらいっぺい）- 監督
- 扇田賢（おうぎたさとし）Bobjack Theater - 演出　「幻調乱歩シリーズ」
- 土田卓（つちだまさる）- 演出「桜桃探偵舎」

## 公演およびイベント

### 舞台（アメツチ）
2020年
- あやかしむすび（4月25日 - 29日、渋谷区文化総合センター大和田 伝承ホール） ※中止

2021年
- ビジュアル朗読劇『ドラゴンギアス Another ～再生のための物語～』（2021年4月7日 - 11日、渋谷区文化総合センター大和田 伝承ホール）演出：山田英真

出演：小南光司、鷲見友美ジェナ、佐々木琴子、小坂涼太郎、河本啓佑、今井文也、阿部快征、野津山幸宏、松波優輝、富永勇也、伊藤節生、奥井那我人、堀江一眞、梶原岳人、本川翔太
- あやかしむすび（10月13日 - 17日、渋谷区文化総合センター大和田 伝承ホール）演出：山田英真

出演：富永勇也、橋本全一、秋沢健太朗、釣本南、天野眞隆、伊藤節生、阿部快征、横田陽介、二平壮悟、松波優輝、本川翔太、音河亜里奈
2022年
- 冤罪執行遊戯ユルキル the stage（2022年4月23日 - 5月1日、ニッショーホール）演出：山田英真

出演：猪野広樹、高柳明音、松本幸大(ジャニーズ Jr.)、野澤祐樹(ジャニーズ Jr.)、市川美織、大地洋輔(ダイノジ)、野口準、織田奈那、石塚朱莉、遊馬晃祐、鈴木ふみ奈、星波
- 江戸川乱歩の世界 朗読劇 幻調乱歩『幻燈の獏』（2022年8月13日 - 8月14日、イイノホール）演出：細川博司

出演：永塚拓馬、伊東健人、木島隆一、小清水亜美、椎名へきる、鈴木崚汰、佐藤日向、大地葉、速水奨、工藤晴香、廣瀬大介、森久保祥太郎、茜屋日海夏、今井文也、鷲見友美ジェナ、佐藤元
2023年
- 新人作家発掘プロジェクト公演 ウブスナvol.1 「ナラティブ・アプローチ」「ミッドナイト・ホットスナック」（2月1日 ～ 2月5日、シアターkassai）
- プロジェクト Re:flag vol.1 「sacrifice」（6月28日〜7月2日、ザ・ポケット）演出：山田英真
- 幻調乱歩2 「自決スル幼魚永久機関」（9月30日〜10月1日、イイノホール）演出：細川博司

出演：仲村宗悟、椎名へきる、工藤晴香、日笠陽子、小泉萌香、立木文彦、速水奨、佐藤拓也、伊瀬茉莉也、代永翼、茅野愛衣、内田彩、安元洋貴
- アメツチ怪談「番町皿屋敷」（10月6日〜10月9日、伝承ホール）演出：山田英真

出演：高柳明音、小林愛香、石塚朱莉、佐藤日向、和久井優、阿部快征、橋本全一、市川太一、堀江一眞、野津山幸宏、和泉風花、島田愛野
2024年
- リーディングステージ「東京クロノス 渋谷隔絶」（3月30日、3月31日、伝承ホール）演出：山田英真

出演：海渡翼、市川美織、小林涼、廣瀬大介、奥野香耶、石川由依、小林愛香、吉宮瑠織、和久井優、土田卓、平野勲人、神田武
- ジャック・モーメント（6月5日〜6月9日、六行会ホール）演出：細川博司

出演：小出恵介、中島健、黒木文貴、橋本全一、後藤萌咲、櫻井音乃、千広真弓、西間庭惇、小島ことり、福地教光、土田卓、平野勲人、山本博（ロバート）、窪塚俊介
- 幻調乱歩3 東京ニュートロン曠野（9月7日〜9月8日、イイノホール）演出：細川博司

出演：浅沼晋太郎、細谷佳正、代永翼、工藤晴香、立木文彦、安元洋貴、伊東健人、浦和希、椎名へきる、伊瀬茉莉也、小林愛香、内田彩、関俊彦、櫻井孝宏、速水奨
- 舞台「アテルイ」（10月9日〜10月13日、こくみん共済 coop ホール／スペース・ゼロ）演出：山田英真

出演：富永勇也、谷佳樹、谷水力、日向野祥、橋本全一、阿部快征、本川翔太、高田淳、土田卓、丸山正吾、前嶋曜、猪野広樹、佐藤アツヒロ
2025年
- 「幻調乱歩大系」（3月6日〜3月9日、草月ホール）演出：扇田賢

### イベント
2022年
- ドラゴンギアスAnother DVD&BD発売イベント（2月6日、渋谷HMV）